# Хернад
Хернад (мађ. Hernád) је насеље у централној Мађарској. Хернад је веће насеље у оквиру пештанске жупаније.

## Географија

### Локација
Село Хернад се налази у низији Пештанске жупаније, око 50 километара од центра Будимпеште. Географски центар Мађарске налази се 13 km источно од ње, поред насеља Пуштавач. На основу геопросторних мерења Природногеографског одељења ЕЛТЕ ТТК, одређен је стварни географски центар Мађарске поред насеља. (Координате стварног центра:47° 10′ 6″ N 19° 23′ 44″ E / 47.16833° С; 19.39556° И))
Насеље се налази између магистралног пута М5 и државног пута 5. До њега се може доћи возом на железничкој линији Будимпешта–Лајошмисе–Кечкемет број 142.

## Историја
Хернад се први пут помиње 1388. године у акту којим је окончана имовинска парница. У то време село је било племићко насеље. Током турске ере, Хернад је био потпуно депопуларисан. Његову територију је преузео Нађкереш и користио га је као пашњак. У 19. веку, Имре Богар Сабо, злогласни одметник (бећар), дивљао је око Хернада. Територија насеља је до средине 20. века припадала суседном Ујхарћану. Пољопривредници из суседног насеља Еркењ основали су многе фарме на месту данашњег села, које статистика назива насељем Варади. Порасту становништва допринела је чињеница да је Варади-телеп 1899. године добио железничку станицу. Насеље Варади, које мештани зову Жирош, тренутно је део села.
У Хернаду је некада постојала економска железница, али је касније затворена. Хернад је основано као независно село 1946. године, одвојено од Ујхарћана, и првобитно му је привремено име било Алшохернад.
Седамдесетих година двадесетог века, делови територије који су припадали Еркењу су припојени, заједно са већином фарми између два села. Тада су изграђени и живинарски погон и кланица, који одређују привреду села. У то време, значајан део житеља Хернада, користећи карактеристике постојећег социјализма, преузео је на себе да гаји живину у својим двориштима, а дуги, затворени узгојни објекти неопходни за интензиван узгој живине су се умножили крајем дугог века. парцеле типичне за насеље. Животиње за клање које се овде узгајају преузела је од фармера локална кланица. После промене режима, дворишно живинарство постепено је замрло.
Данас се велики бројлери излегу, узгајају и прерађују у фармама и кланицама које се налазе у селу, које су један од највећих послодаваца у околини. Главне компаније за узгој живине: Галдорф Зрт., Архивирано на веб-сајту  (2. фебруар 2023) Хер-Чи Хус Кфт., В & Чикен Кфт., Бро-Кер-Бет Кфт Архивирано на веб-сајту  (24. септембар 2021).
Насеље има две ординације, ординацију породичног лекара, дечију ординацију породичног лекара, основну школу, вртић и обданиште. Последњих година институције су модернизоване и реновиране уз помоћ успешних тендера Европске уније.

## Становништво
Током пописа из 2011. године, 87,7% становника се изјаснило као Мађари, 2,4% као Роми, 1% као Немци и 0,3% као Румуни (12,2% се није изјаснило). 
Верска дистрибуција је била следећа: римокатолици 47,9%, реформисани 7,5%, лутерани 0,9%, гркокатолици 0,7%, неконфесионални 18,3% (23,2% се није изјаснило).